# Cañada de la Leña
Cañada de la Leña es una pedanía del municipio español de Abanilla (Región de Murcia),

## Toponimia
El nombre del pueblo, puede venir de una deformación fonética de 'Alheña', un tinte usado en la antigüedad. No se sabe mucho del origen del pueblo, pero según documentos se habla de que antes el pueblo se llama Los Martínez, y era un simple caserío que fue fundado por dicha familia, que eran leñadores.

## Geografía

### Ubicación
Situada entre las sierras de Barinas, Espada y Quibas; situada en la carreta A-9, en límite con el municipio alicantino de Algueña; en una zona bastante seca por la abundancia de sal, debido a ello, el agua escasea. 

### Economía
El pueblo forma un conjunto de casas, corrales, cuadras, bodegas y garajes; por lo que se supone que su economía se basa en la agricultura, en la ganadería y en la industria vinícola; como en todo el municipio de Abanilla. También se basa en la explotación de mármol, ya que hay canteras en la zona; y también en el turismo, ya que está en una zona con encanto natural. 

### Población
Su población es de 138 habitantes. 

## Patrimonio histórico artístico
La pequeña iglesia del pueblo, que está dedicada a la Virgen del Carmen, es el único edificio característico. De planta rectangular y nave única, en el interior de la iglesia se puede observar el retablo e imágenes. El templo, sencillo, posee una fachada blanca con una cruz latina y un arco de medio punto. A su lado cuenta con un pequeño jardín. 

## Festividades
Sus fiestas se celebran el 16 de julio en honor a la Virgen del Carmen. Las fiestas que celebran en este pueblo, son muy conocidos en la Comarca Oriental, y en los municipios alicantinos vecinos. La gastronomía del pueblo se trata de platos típicos murcianos y valencianos, que como siempre se basa en la cocina de caracoles, gachasmigas y gazpacho de carne. Con los postres también ocurre con lo mismo, siendo célebres las monas. El nombre de cañada, está claro, ya que tiene muchas viñas en la zona y a partir de las uvas, se saca el vino de lágrima.